# Зиблинген
Зиблинген (нем. Siblingen) — коммуна в Швейцарии, в кантоне Шаффхаузен. 
Население составляет 747 человек (на 31 декабря 2006 года). Официальный код — 2953.

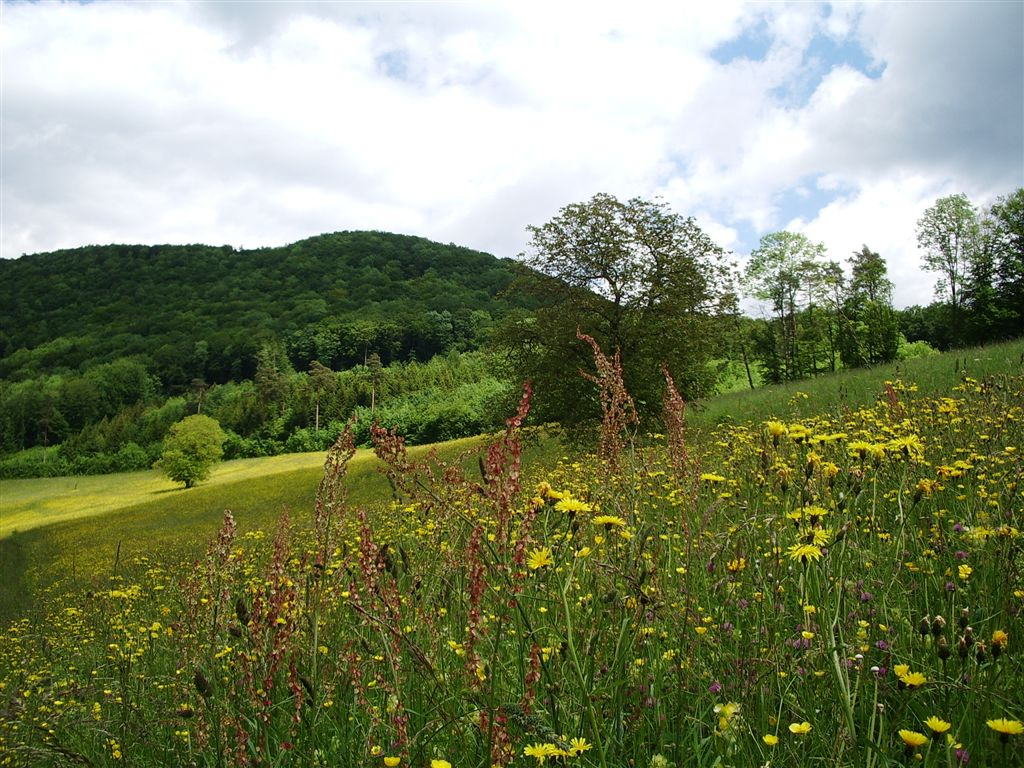
Зиблинген